# Bentley Collingwood Hilliam
Bentley Collingwood Hilliam (eigentlich Bentley Collingwood Smailes; * 6. November 1890 in Scarborough; † 19. Dezember 1968 in London) war ein englischer Sänger, Songwriter, Komponist und Schauspieler.
Hillism trat zunächst unter dem Pseudonym Lloyd Holland auf, später wechselte er zu dem Pseudonym Bentley Collingwood Hilliam (B C Hilliam). 1911 ging er nach Kanada, wo er ab 1913 Amateurtheaterproduktionen mit Florence Norminton realisierte. Er trat als Sänger und Komiker mit einer Truppe namens The Smart Set, später mit der Gruppe The Queries auf. Seine musikalische Comedy-Revue The Belle of Burrard wurde 1913 aufgeführt. Bekannt wurde er auch als Autor des Songs Here's a Ho! Vancouver.
Am Ersten Weltkrieg nahm Hilliam als Lieutenent der Canadian Military Engineers teil. Von 1919 bis 1925 lebte er in New York. In dieser Zeit komponierte er drei Broadway-Musicals: Buddies (1919, Libretto von George V. Hobart), Elsie Janis and Her Gang (1919, mit William B. Kernell, Libretto von Richard Fechheimer und Elsie Janis) und Princess Virtue (1921, Libretto und Komposition mit Gitz Rice). 1925 kehrte er nach England zurück. Mit dem australischen Basssänger Malcom McEachern bildete er in den 1920er und 1930er Jahren das Duo Mr. Flotsam and Mr. Jetsam. Das Duo trat u. a. in mehreren Folgen der TV-Serien Cabaret und Variety auf.